# Chevrolet Celta
La Chevrolet Celta est une voiture citadine brésilienne par GM do Brasil. C'est une Opel Corsa B avec des modifications. En Argentine, la Chevrolet Celta est la Suzuki Fun.
En 2012, elle est remplacée par la Chevrolet Onix.

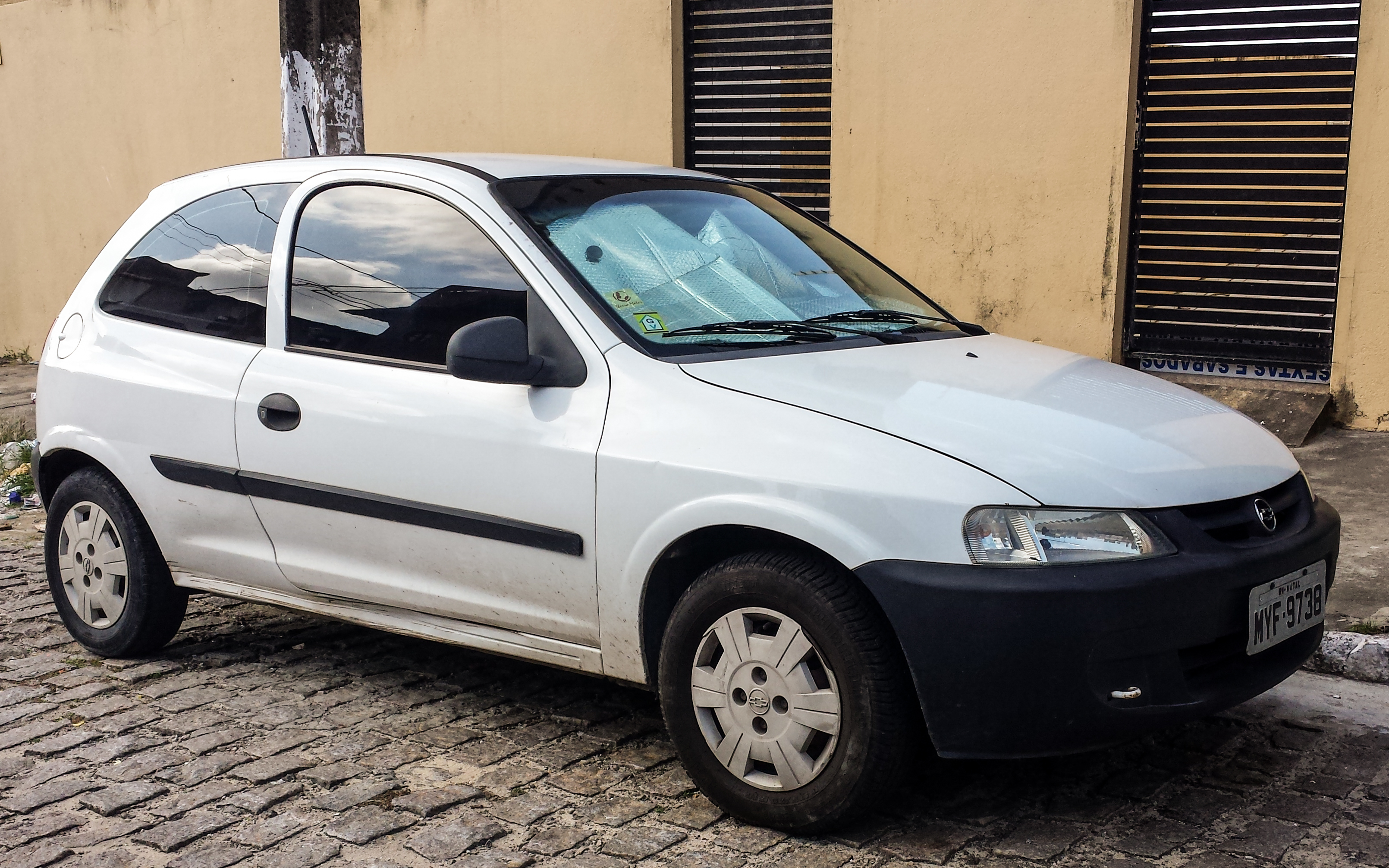
Chevrolet Celta Phase I
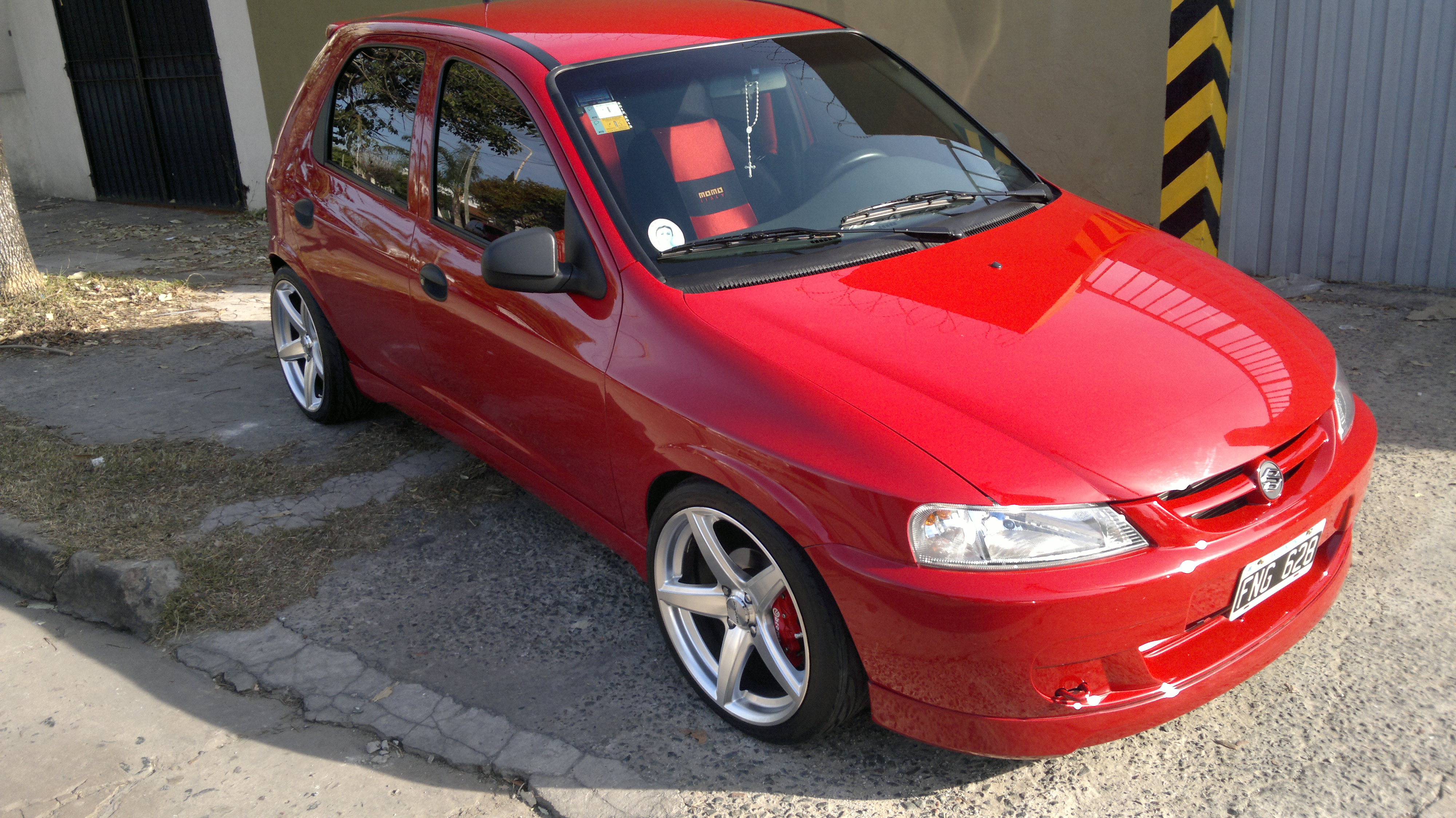
Suzuki Fun

## Évolution
Elle a été lancée en 2000 au Brésil sous forme d'un hayon trois portes avec un moteur à essence de 60 ch (44 kW) de 1,0 L, basée sur la Corsa B et avec des caractéristiques de conception similaires à celles de la Vectra. En 2002, une version à cinq portes a été mise à disposition et la puissance du moteur a été portée à 70 ch (51 kW) à 6 400 tr/min, avec la même technologie VHC (Very High Compression) utilisée dans la Corsa C d'Amérique latine. Un moteur à essence de 85 ch (63 kW) de 1,4 L a été ajouté en 2003.
Un kit d'accessoires "Off-Road" était en vente pour les anciennes et les nouvelles Celta en 2005 et le moteur 1,0 L a été converti en un moteur polycarburant essence-éthanol (des versions essence sont toujours disponibles, en particulier en dehors du Brésil).
En 2006, la Celta a subi un restylage, qui a fourni un look plus moderne et une amélioration de la qualité de construction. Le nouvel avant la rapproche des nouveaux modèles de Chevrolet, en particulier la nouvelle Vectra brésilienne.
Début 2012, 1,5 million de Celta avaient été construites à Gravataí.

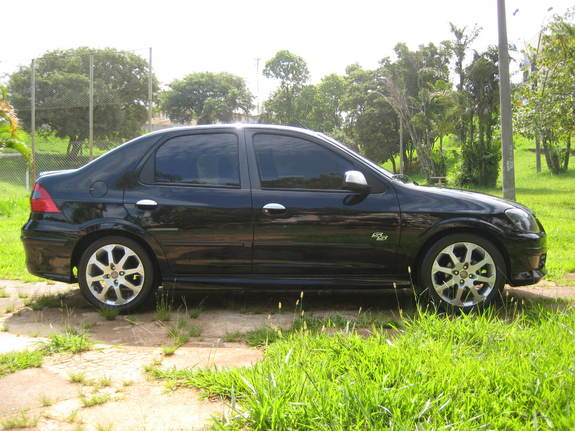
Chevrolet Prisma
La Celta est aussi déclinée en version quatre portes appelées Prisma. Elle n'était pas destinée à remplacer la Classic (une version berline et à bas prix de la Corsa B) ni la Corsa Sedan (C), mais à combler un écart entre les deux. La seule option de moteur disponible est un moteur polycarburant essence-éthanol Econo.Flex de 1,4 L. Son taux de compression élevé donne comme résultat une puissance maximale de 97 ch (71 kW) en fonctionnant à l'éthanol et de 95 ch (70 kW)en fonctionnant à l'essence.
Début 2009 a marqué la sortie de la Prisma 1.0 litre et du nouveau moteur VHC-E (77 ch ou 57 kW en essence et 78 ch ou 58 kW à l'éthanol) pour la Prisma et la Celta.

## Sécurité
La Chevrolet Celta a été jugée très dangereuse par le Latin NCAP en 2011, ne marquant qu'une étoile pour les occupants adultes et deux étoiles pour les enfants. Il est important de mentionner que lors du développement de la Celta (1996), aucun protocole Latin NCAP n'était disponible et que tous les éléments de sécurité réglementaires étaient respectés pour les pays où la Celta était vendue.

## Détails techniques
Le moteur à essence de 1,0 L a un rapport puissance / cylindrée élevé (51 kW/L, 70 ch/L). Cependant, cette puissance n'est disponible qu'à 6 400 tr/min et le couple maximal est de 88 N m à 3 000 tr/min. Aujourd'hui, la Celta n'est vendue qu'avec le FlexPower 1.0 (avec arrêt de la production du MPFI 1.4 en 2007). En 2002, GM a changé le moteur MPFI 1.0 (60 ch ou 44 kW) en VHC 1.0 (70 ch ou 51 kW), en 2005 en VHC FlexPower (70 ch ou 51 kW avec essence ou alcool) et en 2009 en VHCE FlexPower (77 ch ou 57 kW avec essence et 78 ch ou 57 kW avec alcool). Le poids total est d'environ 850 kg. En Uruguay, la Celta MPFI 1.4 est disponible depuis 2009 en tant que «nouvelle» Celta avec les nouveaux feux avant et tous les modules complémentaires. Ce modèle continue de se vendre en 2012 et les dates de fabrication des unités datent de 2011 (la productiobn des moteurs MPFI 1,4 n'a pas cessé en 2007).

## Remplacement
En 2012, General Motors a annoncé la nouvelle Chevrolet Onix pour succéder à une partie des versions de la Celta.

## Liens
- Chevrolet Celta official site